# 13766 Bonham
13766 Bonham eller 1998 SA139 är en asteroid i huvudbältet som upptäcktes den 26 september 1998 av LINEAR i Socorro County, New Mexico. Den är uppkallad efter Dan Bonham.